# Parque de azaleas y rododendros de Kromlau

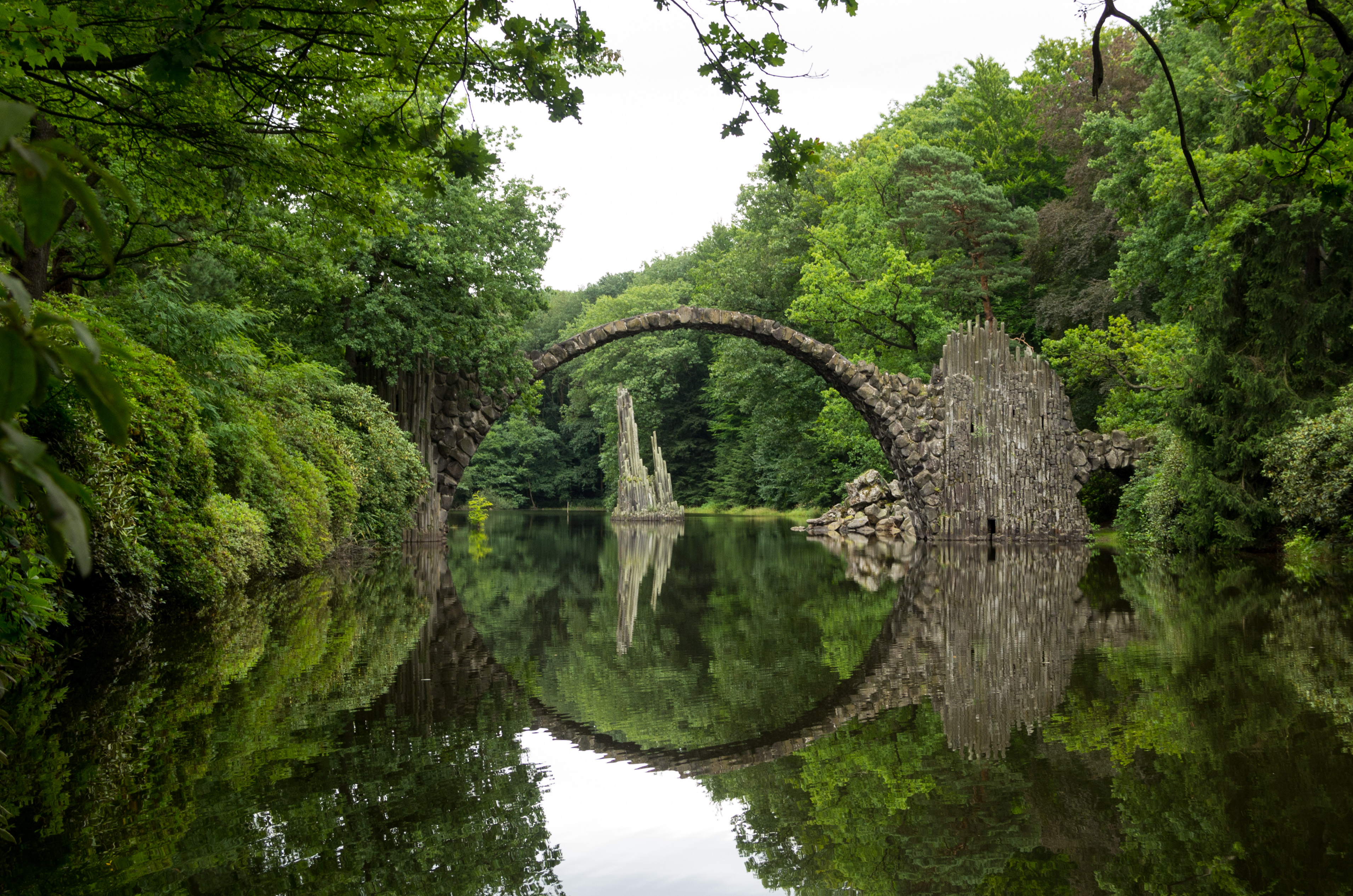
El Rakotzbrücke

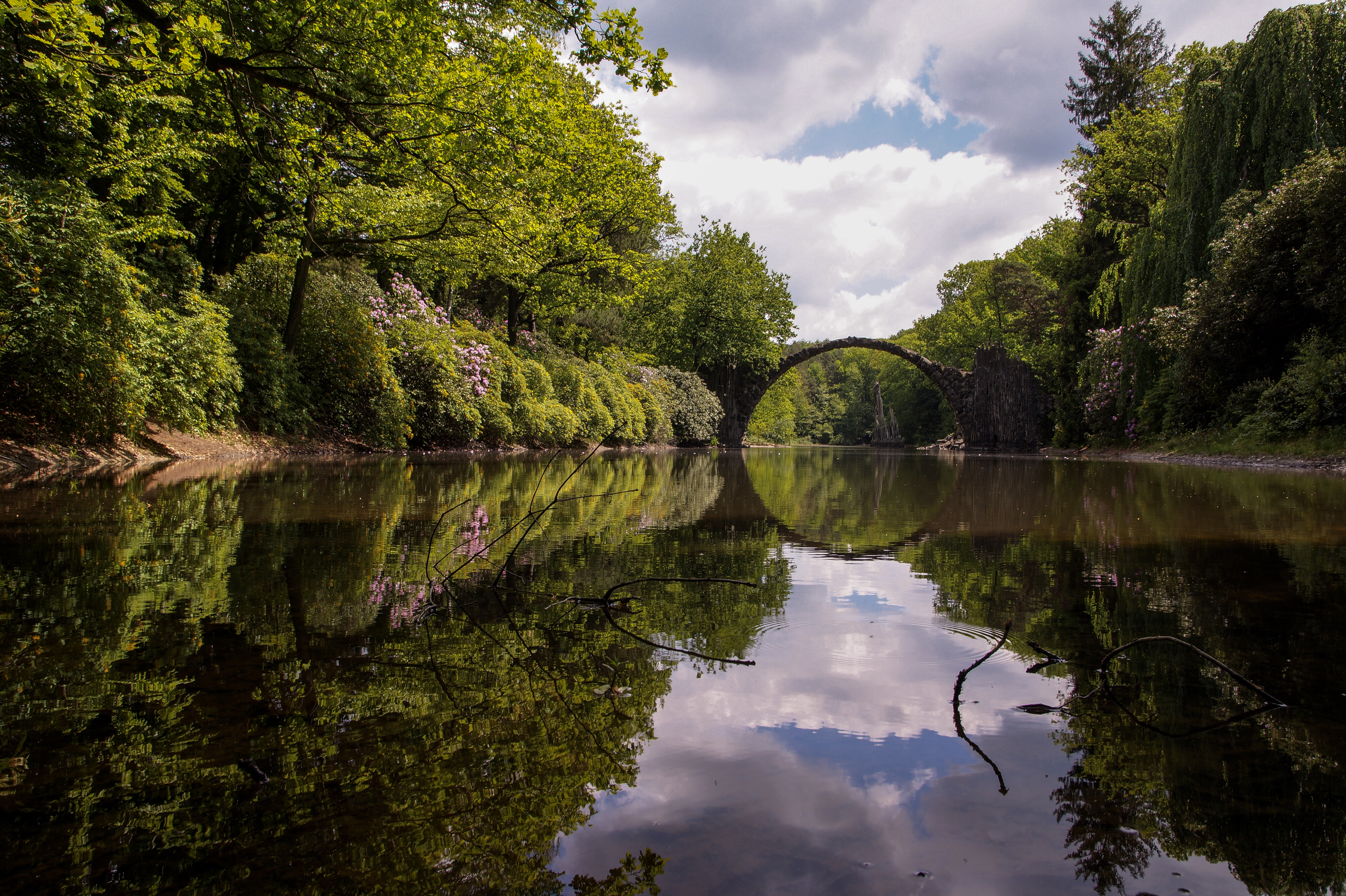
Paisaje con el puente de fondo

El parque de azaleas y rododendros de Kromlau (en alemán: Azaleen- und Rhododendronpark Kromlau) es un parque paisajístico de 80 hectáreas ubicado en Gablenz, Sajonia, Alemania, construido durante el siglo XIX, en los terrenos de una antigua propiedad feudal de Friedrich Herrmann Rötschke. Después de la Segunda Guerra Mundial, el parque fue nacionalizado por el gobierno y no tiene tarifa de admisión (aunque hay una tarifa nominal de estacionamiento). El parque es un ejemplo de un jardín inglés y contiene muchos estanques y lagos pequeños. Es conocido por el Rakotzbrücke, un puente especialmente construido para crear un círculo cuando se refleja en el agua debajo de él.

## Rakotzbrücke
El Rakotzbrücke (también conocido como Teufelsbrücke, que significa «el Puente del Diablo») tiene 7,4 metros de largo, 6,8 metros de ancho y atraviesa el lago Rakotz. El radio del arco interior es de 2,4 metros y el radio exterior es de 3,7 metros de largo. Los pilares miden 3,7 metros. El puente presenta columnas de basalto formadas artificialmente, seleccionadas y enviadas desde canteras distantes de la Suiza sajona y Bohemia. Fue encargado en 1860 «por el caballero de la ciudad local», Friedrich Herrmann Rötschke. El puente fue renovado en 2018 y 2019, aunque sigue prohibido cruzar el puente, por la seguridad del público y la estabilidad del puente.

## Galería
|                         |
| Rododendros del parque. |

|                     |
| Azaleas del parque. |

|                   |
| Casa de Rötschke. |

|                      |
| Castillo de Kromlau. |